# Elecciones provinciales de Santiago del Estero de 1995
Las elecciones generales de la provincia de Santiago del Estero de 1995 tuvieron lugar el 14 de mayo de 1995. El exgobernador Carlos Juárez fue elegido para otro mandato luego de vencer a Enrique Bertolino, candidato del entonces interventor federal Juan Schiaretti.

## Reglas electorales
- Gobernador y vicegobernador electos por doble voto simultáneo.
- 22 diputados, la mitad de los miembros de la Cámara de Diputados Provincial. Electos por toda la provincia con dos tercios de las bancas reservadas para el partido más votado y el resto a los demás partidos, en proporción de los votos que hubieren logrado, usando doble voto simultáneo.

## Resultados

### Gobernador y vicegobernador
| Lema                    | Lema                                          | Sublema                 | Fórmula               | Fórmula               | Sublema               | Sublema               | Lema    | Lema  |
| Lema                    | Lema                                          | Sublema                 | Gobernador            | Vicegobernador        | Votos                 | %                     | Votos   | %     |
| ----------------------- | --------------------------------------------- | ----------------------- | --------------------- | --------------------- | --------------------- | --------------------- | ------- | ----- |
|                         | Frente Justicialista                          | Cruzada Santiagueña     | Carlos Juárez         | Luis María Peña       | 108.867               | 52,92                 | 205.737 | 65,56 |
| Vamos Santiago          | Frente Justicialista                          | Enrique Bertolino       |                       | 86.616                | 42,10                 |                       | 205.737 | 65,56 |
| Santiago Querido        | Frente Justicialista                          | Leo Dan                 |                       | 4.795                 | 2,33                  |                       | 205.737 | 65,56 |
| Cambio 95               | Frente Justicialista                          |                         |                       | 1.982                 | 0,96                  |                       | 205.737 | 65,56 |
| Federalismo Santiagueño | Frente Justicialista                          |                         |                       | 1.827                 | 0,89                  |                       | 205.737 | 65,56 |
| Doctrina y Lealtad P.   | Frente Justicialista                          |                         |                       | 1.650                 | 0,80                  |                       | 205.737 | 65,56 |
|                         | Unión Cívica Radical                          | —                       | José Zavalía          |                       | —                     | —                     | 64.101  | 20,43 |
|                         | Movimiento de Integración y Desarrollo        | —                       | Héctor Ruiz           |                       | —                     | —                     | 36.983  | 11,78 |
|                         | Frente País Solidario                         | Memoria y Participación |                       |                       | 2.379                 | 45,54                 | 5.224   | 1,66  |
| Santiago Solidario      | Frente País Solidario                         |                         |                       | 1.603                 | 30,69                 |                       | 5.224   | 1,66  |
| Democracia y Socialismo | Frente País Solidario                         |                         |                       | 1.242                 | 23,77                 |                       | 5.224   | 1,66  |
|                         | Movimiento por la Dignidad y la Independencia | —                       |                       |                       | —                     | —                     | 1.071   | 0,34  |
|                         | Alianza Sur                                   | —                       |                       |                       | —                     | —                     | 367     | 0,12  |
|                         | Movimiento Socialista de los Trabajadores     | —                       |                       |                       | —                     | —                     | 338     | 0,11  |
| Votos positivos         | Votos positivos                               | Votos positivos         | Votos positivos       | Votos positivos       | Votos positivos       | Votos positivos       | 313.821 | 98,16 |
| Votos en blanco         | Votos en blanco                               | Votos en blanco         | Votos en blanco       | Votos en blanco       | Votos en blanco       | Votos en blanco       | 4.354   | 1,36  |
| Votos anulados          | Votos anulados                                | Votos anulados          | Votos anulados        | Votos anulados        | Votos anulados        | Votos anulados        | 1.535   | 0,48  |
| Participación           | Participación                                 | Participación           | Participación         | Participación         | Participación         | Participación         | 319.710 | 71,04 |
| Electores registrados   | Electores registrados                         | Electores registrados   | Electores registrados | Electores registrados | Electores registrados | Electores registrados | 450.027 | 100   |
| Fuente:                 |                                               |                         |                       |                       |                       |                       |         |       |

### Cámara de Diputados
| ← 1993 · Cámara de Diputados · 1997 → | ← 1993 · Cámara de Diputados · 1997 →         | ← 1993 · Cámara de Diputados · 1997 → | ← 1993 · Cámara de Diputados · 1997 → | ← 1993 · Cámara de Diputados · 1997 → | ← 1993 · Cámara de Diputados · 1997 → | ← 1993 · Cámara de Diputados · 1997 → | ← 1993 · Cámara de Diputados · 1997 → |
| Lema                                  | Lema                                          | Sublema                               | Sublema                               | Sublema                               | Lema                                  | Lema                                  | Lema                                  |
| Lema                                  | Lema                                          | Sublema                               | Votos                                 | %                                     | Votos                                 | %                                     | Bancas                                |
| ------------------------------------- | --------------------------------------------- | ------------------------------------- | ------------------------------------- | ------------------------------------- | ------------------------------------- | ------------------------------------- | ------------------------------------- |
|                                       | Frente Justicialista                          | Cruzada Santiagueña                   | 103.204                               | 51,06                                 | 202.105                               | 65,93                                 | 15/22                                 |
| Vamos Santiago                        | Frente Justicialista                          | 84.378                                | 41,75                                 |                                       | 202.105                               | 65,93                                 | 15/22                                 |
| Santiago Querido                      | Frente Justicialista                          | 4.798                                 | 2,37                                  |                                       | 202.105                               | 65,93                                 | 15/22                                 |
| Cambio y Militancia                   | Frente Justicialista                          | 3.419                                 | 1,69                                  |                                       | 202.105                               | 65,93                                 | 15/22                                 |
| Cambio 95                             | Frente Justicialista                          | 2.247                                 | 1,11                                  |                                       | 202.105                               | 65,93                                 | 15/22                                 |
| Federalsimo Santiagueño               | Frente Justicialista                          | 1.949                                 | 0,96                                  |                                       | 202.105                               | 65,93                                 | 15/22                                 |
| Doctrina y Lealtad P.                 | Frente Justicialista                          | 1.912                                 | 0,95                                  |                                       | 202.105                               | 65,93                                 | 15/22                                 |
| Victoria Popular                      | Frente Justicialista                          | 198                                   | 0,10                                  |                                       | 202.105                               | 65,93                                 | 15/22                                 |
|                                       | Unión Cívica Radical                          | —                                     | —                                     | —                                     | 63.367                                | 20,67                                 | 4/22                                  |
|                                       | Movimiento de Integración y Desarrollo        | —                                     | —                                     | —                                     | 32.646                                | 10,65                                 | 2/22                                  |
|                                       | Frente País Solidario                         | Memoria y Participación               | 2.832                                 | 44,47                                 | 6.369                                 | 2,08                                  | 1/22                                  |
| Santiago Solidario                    | Frente País Solidario                         | 2.092                                 | 32,85                                 |                                       | 6.369                                 | 2,08                                  | 1/22                                  |
| Democracia y Socialismo               | Frente País Solidario                         | 1.445                                 | 22,69                                 |                                       | 6.369                                 | 2,08                                  | 1/22                                  |
|                                       | Movimiento por la Dignidad y la Independencia | —                                     | —                                     | —                                     | 1.256                                 | 0,41                                  |                                       |
|                                       | Alianza Sur                                   | —                                     | —                                     | —                                     | 423                                   | 0,14                                  |                                       |
|                                       | Movimiento Socialista de los Trabajadores     | —                                     | —                                     | —                                     | 401                                   | 0,13                                  |                                       |
| Votos positivos                       | Votos positivos                               | Votos positivos                       | Votos positivos                       | Votos positivos                       | 306.567                               | 97,51                                 |                                       |
| Votos en blanco                       | Votos en blanco                               | Votos en blanco                       | Votos en blanco                       | Votos en blanco                       | 6.312                                 | 2,01                                  |                                       |
| Votos anulados                        | Votos anulados                                | Votos anulados                        | Votos anulados                        | Votos anulados                        | 1.529                                 | 0,49                                  |                                       |
| Participación                         | Participación                                 | Participación                         | Participación                         | Participación                         | 314.408                               | 69,86                                 |                                       |
| Electores registrados                 | Electores registrados                         | Electores registrados                 | Electores registrados                 | Electores registrados                 | 450.027                               | 100                                   |                                       |
| Fuente:                               |                                               |                                       |                                       |                                       |                                       |                                       |                                       |